# Yallankoro-Soloba
Yallankoro-Soloba è un comune rurale del Mali facente parte del circondario di Yanfolila, nella regione di Sikasso.